# ليوناردو زاراغوزا
ليوناردو زاراغوزا (بالإسبانية: Leonardo Zaragoza)‏ هو لاعب كرة قدم أرجنتيني في مركز الدفاع، ولد في 6 يونيو 1992 في بوينس آيرس في الأرجنتين. لعب مع هوراكان.

## وصلات خارجية
- ليوناردو زاراغوزا على موقع Soccerway.com (الإنجليزية)
- ليوناردو زاراغوزا على موقع AS.com (الإسبانية)